# Lala Fútbol Club
La Asociación Civil Lala Fútbol Club conocido como Lala, llamado antes Bolívar Sport Club) es un club de fútbol de Ciudad Guayana, estado Bolívar. Fue fundado en el 2011 y juega en la Segunda División de Venezuela. Actualmente es tutelado por la Fundación Academia Deportiva Lala quien adquirió a Estudiantes de Caroní FC.
El club debe su nombre a la Fundación Lala, el cual lleva el apodo de la enfermera Carmen Yolanda Betancourt, apodada Lala, quien dedicaría su vida al cuidado de personas enfermas en Ciudad Guayana.

## Historia
En el 2010 se realizan en Ciudad Guayana los I Juegos Inter Universitarios, propuesto por el Frente de Jóvenes y Estudiantes Manuel Piar, impulsado por el Alcalde José Ramón López Rondón, dando el nacimiento a otro proyecto Estudiantes de Caroní Fútbol Club que buscaría su participación en Torneo Federado, brindando oportunidad a los más jóvenes de la Región para profesionalizarse deportiva y académicamente. El conocido Prof. Delvalle Rojas es el encargado de Presidir la Institución y luego de su designación como Director Técnico, el Dirigente Estudiantil Jesús Meza asume la Presidencia en la Temporada 2011-2012 para luego ceder el puesto al otro Dirigente Estudiantil Universitario Alan Fernández desde la Temporada (2012-2013).
Su primera participación en los torneos federados fue en la extinta Segunda División B, en la temporada 2011-12; jugando en su debut ante el PDVSA Morichal, en el Comanche Botini de Maturín; cayendo por la mínima diferencia. Terminaron ubicados en la cuarta posición del Grupo Oriental con 21 puntos y a uno del tercer lugar, quedando así a la puerta de la clasificación del Torneo de Permanencia de la Segunda División. Sin embargo, recibieron la invitación de participar en dicho torneo, luego de que uno de los equipos clasificados no cumpliera con los requisitos exigidos por la FVF.
En el Torneo de Permanencia 2012 jugaron ante 7 rivales, haciendo una discreta actuación, quedando ubicados en la sexta posición con 15 puntos. Casi todos sus rivales fueron equipos provenientes de la Segunda División. Obtuvieron 3 triunfos y 6 empates, destacando la goleada a domicilio a la filial del Mineros de Guayana; gracias a una tripleta del jugador Hermes “Tillo” Mata, un doblete del colombiano Edwin Martínez, y una diana de Alberth Depablos.
En la temporada 2012-13, desaparece la categoría B de la Segunda División, por lo que el club académico disputaría la Tercera División. Inició su participación en el Torneo Apertura en el Grupo Oriental 1, junto a 3 equipos, a partidos de ida y vuelta, más 4 partidos con equipos del otro grupo oriental. Terminó primero con 21 puntos, lo que le valió el pase a disputar Torneo de Permanencia de la Segunda División, por segunda vez consecutiva. Esta vez, logra el objetivo de ascender a la Segunda División De Venezuela, luego de terminar cuartos en el grupo, y obtener el único boleto que daba esta posición (mejor cuarto), por encima del Atlético Chivacoa (grupo central) y el Deportivo Táchira B (grupo occidental).
A inicios del año 2015 la Fundación Academia Deportiva Lala propone a la Junta Directiva de AC Estudiantes de Caroni FC asumir las responsabilidades económicas y deportivas del equipo de Fútbol para dar inicio a un macro proyecto deportivo social que conjuntamente con Fundación Lala (Patrocinante oficial) desarrollaran en la ciudad de Puerto Ordaz, Municipio Caroni - Estado Bolívar.

### Cambios de nombre
| Año  | Nombre                            |
| ---- | --------------------------------- |
| 2010 | Estudiantes de Caroni Fútbol Club |
| 2015 | Asociación Civil Lala Fútbol Club |

## Estadio
Disputa sus encuentros oficiales en el CTE Cachamay y realiza sus entrenamientos en el Complejo Deportivo Lala, que está en proceso de construcción desde el año 2015, con la intención de desarrollar atletas de alto rendimiento y ciudadanos ejemplares

## Uniforme
- Uniforme titular: camiseta blanca con vivos amarillos y azules, pantalón azul, medias amarillas.
- Uniforme alternativo: camiseta azul con vivos naranjas, pantalón naranja, medias azules.

### Evolución del uniforme
| 2015-2016 | 2017-presente Titular | 2017-presente Alternativo |

### Indumentaria y patrocinador
|  |

| Periodo       | Proveedor        |
| ------------- | ---------------- |
| 2015-2018     | Sin Indumentaria |
| 2019-presente | Sin Indumentaria |

|  |

| Periodo         | Patrocinador     |
| --------------- | ---------------- |
| 2015-Actualidad | Sin patrocinador |
| 2019-presente   | Fundación Lala   |

## Datos del club
- Temporadas en 1.ª División: 3 (Primera División de Venezuela 2019, Primera División de Venezuela 2020, Primera División de Venezuela 2021*)
- Temporadas en 2.ª División: 5 (2013-14, 2014-15, 2016, 2017, 2018)
- Temporadas en 2.ª División B: 1 (2011-12)
- Temporadas en 3.ª División: 2 (2012-13, 2014-15)
- Primer Gol del Equipo: Jair Rojas (2011)

(*) como Bolívar Sport Club

## Fútbol femenino
Es un equipo de fútbol profesional Venezolano a nivel femenino y actualmente participa en la Superliga Femenino de Venezuela, liga equivalente a la máxima division del fútbol femenino en Venezuela.